# Kom el-Nana
Kom el-Nana è un sito archeologico situato nei pressi dell'antica città egiziana di Amarna. 

## Descrizione
Si trova a sud della città, e ad est dell'attuale villaggio di el-Hagg Quandil. Per molto tempo si è creduto che le sue rovine fossero i resti di un campo militare romano, ma tra il 1988 ed il 2000 Barry Kemp scavò i resti di un tempio in pietra del periodo di Amarna, con un giardino ed edifici annessi tra cui una panetteria ed un birrificio. Non è stato possibile risalire né al nome né al proprietario del complesso. Si tratta probabilmente di un tempio solare molto simile a quello di Maru-Aten. È composto da mura in mattoni con un'area di 228×213 m. È diviso in due parti non uguali da un muro che corre lungo la direttrice est-ovest. È probabile che porte a piloni si aprissero su tutte e quattro le mura esterne. Trovandosi in un'importante posizione, all'estremità meridionale della cosiddetta Strada Reale, la strada principale di Amarna, potrebbe coincidere con il tempio parasole di Nefertiti citato nella stele di confine.
Nella parte settentrionale delle mura sono stati trovati dei forni, il che fa pensare all'esistenza di un panificio e birrificio. Sono state trovate anche tracce di un altro edificio, il "santuario settentrionale". La parte settentrionale fu coperta nel V-VI secolo da un monastero cristiano che riutilizzò le mura originali, mentre la parte meridionale, non interessata da questi lavori, si è conservata meglio. I seguenti edifici sono stati scavati:
- il pavimento in pietra di una porta
- il padiglione meridionale rettangolare, circondato da giardini
- una piattaforma centrale con un edificio, sompresa una sala colonnata ed altre stanze
- il santuario meridionale, composto da stanze e da un portico occidentale

Nell'angolo sudorientale delle mura si trova un gruppo di case divise in due sottogruppi, complete di giardini.